# Jin Xing
Jin Xing (en xinès: 金星, pinyin: Jīn Xīng; Shenyang, 13 d'agost de 1967) és una ballarina xinesa de dansa moderna, coreògrafa i actriu, a més d'una celebritat transgènere.

## Trajectòria
Jin va néixer el 1967 a Shenyang. La seva mare era traductora i el seu pare era un oficial militar. De ben petita ja va destacar per la seva intel·ligència i va guanyar nombrosos concursos d'àbac. Als 9 anys, es va unir a l'Exèrcit Popular d'Alliberament per a rebre formació en dansa i entrenament militar d'una tropa afiliada a la Regió Militar de Shenyang. Als 12 anys, es va traslladar a l'Acadèmia d'Art de l'Exèrcit Popular d'Alliberament, on es va graduar el 1984. Després de graduar-se, va tornar al grup de dansa militar de Shenyang i més tard va assolir el grau de coronel. Més endavant va guanyar el concurs nacional de dansa amb una peça de dansa ètnica de l'Àsia central.
El 1989, Jin va anar a Nova York per a estudiar dansa moderna durant quatre anys amb una beca, format-se amb pioners de la dansa moderna com Merce Cunningham i Martha Graham.
Després d'acabar els estudis, Jin va viatjar i actuar per Europa, va ensenyar dansa a Roma i Bèlgica i va tornar a la Xina el 1993. Es va sotmetre a una cirurgia de reassignació de sexe el 1995. La seva cama esquerra va estar paralitzada durant tres mesos després de l'operació. El 1999, va crear la seua pròpia companyia de dansa, Jin Xing Dance Theatre.
Les obres de dansa de Jin són descrites per l'Enciclopèdia de la cultura xinesa contemporània com a «sorprenentment originals i provocadores». Aquestes inclouen Guifei zui jiu, una adaptació del famós títol de l'Òpera de Pequín, i Cong dong dao xi, una col·laboració amb la pianista Joanna MacGregor.
El seu debut al cinema va ser el 2002 a la pel·lícula coreana Sungnyangpali sonyeoui jaerim. El 2005, va aparèixer a la pel·lícula tailandesa Tom-Yum-Goong com a Madam Rose.
Jin va presentar el seu propi programa de televisió The Jin Xing Show a Dragon Television entre els anys 2015 i 2017. El 2016, va començar a presentar el programa de cites Zhong Guo Shi Xiang Qin, on els progenitors decideixen una futura esposa per als seus fills. El programa va ser criticat per presentar una visió conservadora sobre el matrimoni i el paper de la dona a la família. El maig de 2021, va aparèixer en una campanya publicitària de Christian Dior per a promoure l'apoderament i la independència de les dones.
El març de 2022, Jin va compartir una publicació a Sina Weibo on va criticar el president de Rússia, Vladímir Putin, arran de la invasió militar d'Ucraïna. La publicació va ser retirada pels censors xinesos.
Jin ha adoptat 3 fills: als 33 anys va adoptar el primer i després els altres dos que va criar sola fins al seu matrimoni el 2005, quan es va casar amb el seu marit alemany Heinz Gerd Oidtmann. Actualment viu amb el seu marit i els seus fills a Xangai. A més del seu xinès nadiu, pot parlar anglès, coreà, japonès, italià i francès.

## Filmografia
- Sungnyangpali sonyeoui jaerim (2002)
- Tom-Yum-Goong (2005)
- Birth of the Dragon (2016)